# Забегин, Игорь Владиславович
Игорь Владисла́вович Забе́гин (14 апреля 1944, Ленинград, СССР), советский и российский композитор, музыкальный педагог.

## Биография
Родился 14 апреля 1944 г. в Ленинграде в семье военного.
В 1950 г. с семьей переехал в Свердловск, где поступил в ССМШ при УГК им. Мусоргского. В 1962 г. окончил специальную музыкальную школу-десятилетку по классу фортепиано (преп. К.М. Федорова). В школе занимался композицией под руководством  В.Д. Бибергана.
Продолжил обучение композиции сначала в Свердловском музыкальном училище им. П.И. Чайковского (класс О.А. Головиной), а затем и в Ленинградской консерватории им. Н.А. Римского-Корсакова в классе профессора Ореста Евлахова. Тогда же служил в рядах Советской Армии, в результате чего консерваторию окончил лишь в 1971 году. Дипломной работой Игоря Забегина стала Поэма для виолончели и симфонического оркестра.
По окончании консерватории работал в Дальневосточном институте искусств (г. Владивосток) на кафедре теории и истории музыки (1972–1977), на теоретическом отделении Свердловского музыкального училища (1977–1981).
С 1981 года преподаёт на кафедре композиции УГК им. М.П. Мусоргского. В 2017 году получил ученое звание профессора. 

Среди его учеников – лауреат республиканской премии Мордовской АССР Е. Кузина, лауреат национального конкурса композиторов Монголии Цогтсайхан, дипломант Московского конкурса молодых композиторов, лауреат Всероссийского конкурса Ольга Терёшина, лауреат всероссийских конкурсов Роман Цыпышев (член Союза композиторов РФ), лауреат международных и всероссийских конкурсов Сергей Ходыкин (член Союза композиторов РФ).

## Сочинения
|      | Оркестровые сочинения                       |      | Хоровые сочинения                                                                           |      | Камерные сочинения                                        | Камерные сочинения | Камерные сочинения                                                                     |
| 1971 | Поэма для виолонч. и симф. орк. (1-я ред.)  | 1975 | «Песни любви». Кантата для женского хора и симф. оркестра                                   | 1976 | Соната для трубы и фортепиано                             | 1993               | «Швейк в Будейовицах», концерт для 2 фортепиано                                        |
| 1972 | Элегия для стр. орк.                        | 2002 | «Аллилуйя» для женского хора                                                                | 1981 | «Веселая мозаика», концерт. пьеса для флейты и фортепиано | 1994               | Сонатина для фп в 3 ч. «Русские в Альгамбре», шутка-фантазия для скр. и фп             |
| 1973 | Поэма для виолонч. и симф. орк. (2-я ред.). | 2010 | «Богородице Дево, радуйся»                                                                  | 1982 | Соната для виолончели соло                                | 1997               | «Тетрадь Иосифа», цикл для фп по Ветхому Завету и роману Т. Манна «Иосиф и его братья» |
| 1976 | Вариации для симф. орк.                     |      | Вокальные сочинения                                                                         | 1989 | Струнный квартет № 1                                      | 2003               | «Портрет господина N» для скр. и виолонч.                                              |
| 1989 | «В ожидании молитвы», для симф. орк.        | 1974 | «Никогда не перестану удивляться». Вок. цикл на ст. И.Сельвинского для тенора и ф-но в 6 ч. | 1990 | Струнный квартет № 2                                      | 2004               | «Музыкальный момент с комментариями», концерт. пьеса для виолонч. соло                 |
| 1995 | «Мы любим ноту ми» для стр. орк.            | 1986 | Вок. цикл на ст. Хуаны де ля Крус для сопрано и ф-но в 5 ч.                                 | 1990 | «Легкая ностальгия по си-бемоль мажору» для фортепиано    | 2006               | «Главное, чтобы завелось», концерт. пьеса для кварт. флейт                             |
| 2002 | «Памяти О. Е.» для камер. орк.              | 1989 | «Я не все цветы собирала». Вок. цикл для меццо-сопр. и фп в 4 ч., сл. нар.                  | 1991 | Сюита для фортепиано в 4 ч.                               | 2010               | «Чайный путь» для кварт. тромб.                                                        |
|      |                                             |      |                                                                                             | 1992 | «Бабушкины игрушки», цикл фортепианных детских пьес       | 2015               | Концертная пьеса для саксафона и ф-но “Сегодня как вчера, а завтра, как сегодня...”    |